# 移動城市4：黑暗荒原
《移動城市4：黑暗荒原》（英語：A Darkling Plain）是菲利普·雷夫奇幻文學系列《移動城市》的第四部曲，於2006年出版。

## 外部連結
- 作者菲力普·普曼官網 （页面存档备份，存于）（英文）
- A Darkling Plain的馆藏信息（WorldCat在线联合目录）<